# Pastores dabo vobis
Pastores dabo vobis è un'esortazione apostolica promulgata il 25 marzo 1992 da papa Giovanni Paolo II. Essa riguarda la formazione dei presbiteri ed è rivolta sia ai chierici che ai laici della Chiesa cattolica. Riassume i risultati delle deliberazioni dell'8° Sinodo ordinario dei Vescovi tenutosi dal 30 settembre al 28 ottobre 1990.
L'esortazione sottolinea il ruolo della formazione umana come base dell'intera formazione sacerdotale.

## Sinodo post-conciliare sui sacerdoti
Nei decreti Presbyterorum ordinis ("Sulla vita dei sacerdoti") e Optatam totius ("Sulla formazione dei sacerdoti"), il Concilio Vaticano II ha trattato in dettaglio il tema del ministero e la formazione dei sacerdoti. Dopo la conclusione del Concilio, la Chiesa ha continuato a lavorare su questo insieme di argomenti. Nel 1970, la Congregazione per l'educazione cattolica pubblicò la Ratio Fundamentalis, le linee guida per la formazione sacerdotale.
Vent'anni dopo, il Sinodo dei Vescovi del 1990 riprese questo tema e chiese di riconsiderare la natura del sacerdozio nel contesto della "situazione attuale della società e della Chiesa" (PDV n. 5).

## Caratteristiche fondamentali della formazione sacerdotale
La lettera post-sinodale, in cui il Papa espone le caratteristiche principali della formazione sacerdotale nella Chiesa cattolica, è indirizzata a vescovi, sacerdoti e fedeli. Due aspetti principali caratterizzano il focus della sua attenzione:
- egli ricorda la promessa di Dio al suo popolo, dove si dice: "Vi darò pastori secondo il mio cuore" (Geremia 3,15[2]). Con queste parole del profeta Geremia, Dio promette al suo popolo che non lo lascerà mai senza pastori che lo raccolgano e lo guidino: "Darò loro - cioè alle mie pecore - pastori che le nutrano e non avranno più paura né timore" (Geremia 23,4[3]).
- dice che c'è un periodo di formazione tra la chiamata e l'invio dei sacerdoti e lo chiarisce in Marco 3,13-15[4]; questo tempo dedicato a "stare con Lui" corrisponde al modello biblico degli Apostoli e si rinviene nella formazione in seminario (PDV 42).